# Nemobiinae
Dentre os Orthoptera que habitam a serapilheira de florestas neotropicais, a subfamília Nemobiinae tem se mostrado como uma das mais abundantes. Habitantes do solo das florestas, os Nemobiinae são grilos pequenos (menores que 1 cm de comprimento, fêmur posterior entre 3 e 5 mm, tíbia posterior entre 2 e 3 mm), e se deslocam pela serapilheira, durante o dia e possivelmente à noite. Apesar de exibir tendência a hábitos “forbívoros”, esta subfamília apresenta mandíbulas características de dieta onívora que os possibilita explorar maior diversidade de recursos, como folhas, fungos, frutos e matéria orgânica em decomposição.
1. ↑  Capinera, John L. (2008). Encyclopedia of Entomology (em inglês). John L. Capinera 2 ed. Dordrecht: Springer. pp. 1704–1705. OCLC 288440300